# Amber Benson
Amber Benson, född 8 januari 1977 i Birmingham, Alabama, är en amerikansk skådespelerska. Benson är kanske mest känd för rollen som Tara Maclay i Buffy och vampyrerna. Hon har även medverkat i andra TV-serier, spelat i filmer och skrivit böcker.

## Filmografi
- King of the Hill (1993)
- The Crush (1993)
- S.F.W. (1994)
- Imaginary Crimes (1994)
- Bye Bye Love (1995)
- Can't Hardly Wait (1998)
- Take It Easy (1999)
- Deadtime (1999)
- The Prime Gig (2000)
- Hollywood, Pennsylvania (2001)
- Don's Plum (2001)
- Taboo (2002)
- Chance (2002)
- Latter Days (2003)
- Intermedio (2005)
- Race You to the Bottom (2005)
- Lovers, Liars & Lunatics (2006)
- Simple Things (2006)
- Tripping Forward (2006)
- Girltrash! (2007)
- One-Eyed Monster (2007)
- Act Your Age (2006)
- Shifter (2008)
- Kiss the Bride (2008)
- Strictly Sexual (2008)

## TV-serier och TV-filmer
- Jack Reed: Badge of Honor (1993) TV-film
- Jack Reed: A Search for Justice (1994) TV-film
- Jack Reed: One of Our Own (1995) TV-film
- Promised Land (1998) TV-serie
- Cracker (1999) TV-serie
- Buffy och vampyrerna (1999-2002) TV-serie
- The Enforcers (2001) miniserie
- Cold Case (2004) TV-serie
- The Inside (2005) TV-serie
- Supernatural (2006) TV-serie
- Holiday Wishes (2006) TV-film
- Gryphon (2007) TV-film
- Long Island Confidential (2008) pilot till TV-serie
- 7 Things to Do Before I'm 30 (2008) TV-film
- Private Practice (2009) TV-serie